# Basílica y convento de Nuestra Señora del Carmen (Recife)
La Basílica y Convento de Nuestra Señora del Carmen (en portugués: Basílica de Nossa Senhora do Carmo; Basílica e Convento de Nossa Senhora do Carmo) es un complejo arquitectónico católico perteneciente a la Orden del Carmen, que se encuentra en Recife, Pernambuco, Brasil.
Los primeros Carmelitas llegaron a Brasil en 1580, procedentes de Portugal. En 1584, con la fundación de un convento en Olinda, el primero en el país, que se celebró el primer festival de Brasil en honor de Nuestra Señora del Carmen.
En 1654 la Orden del Carmen se estableció en Recife. En 1665, el capitán Diogo Vasconcelos Cavalcanti inició la construcción de la basílica  mediante la orden de realizar, la capilla mayor, sin la licencia real, requerida en 1674, y que solo le fue concedida el 8 de marzo de 1687. En el mismo año, el Palacio de Boa Vista, erigido por Juan Mauricio de Nassau, fue donada a la Orden para ser integrado en el complejo de la Basílica y Convento. El templo se completó casi cien años después, en 1767.
La iglesia esta a un lado del Convento del Carmen, donde Frei Caneca hizo sus votos religiosos y fue ordenado sacerdote, y donde, se supone, está enterrado.
En 1909 la Virgen del Carmen fue proclamada Patrona de Recife, y el 21 de septiembre de 1919 fue «coronada». En 1922, el templo fue elevado a la condición de basílica por la Santa Sede.

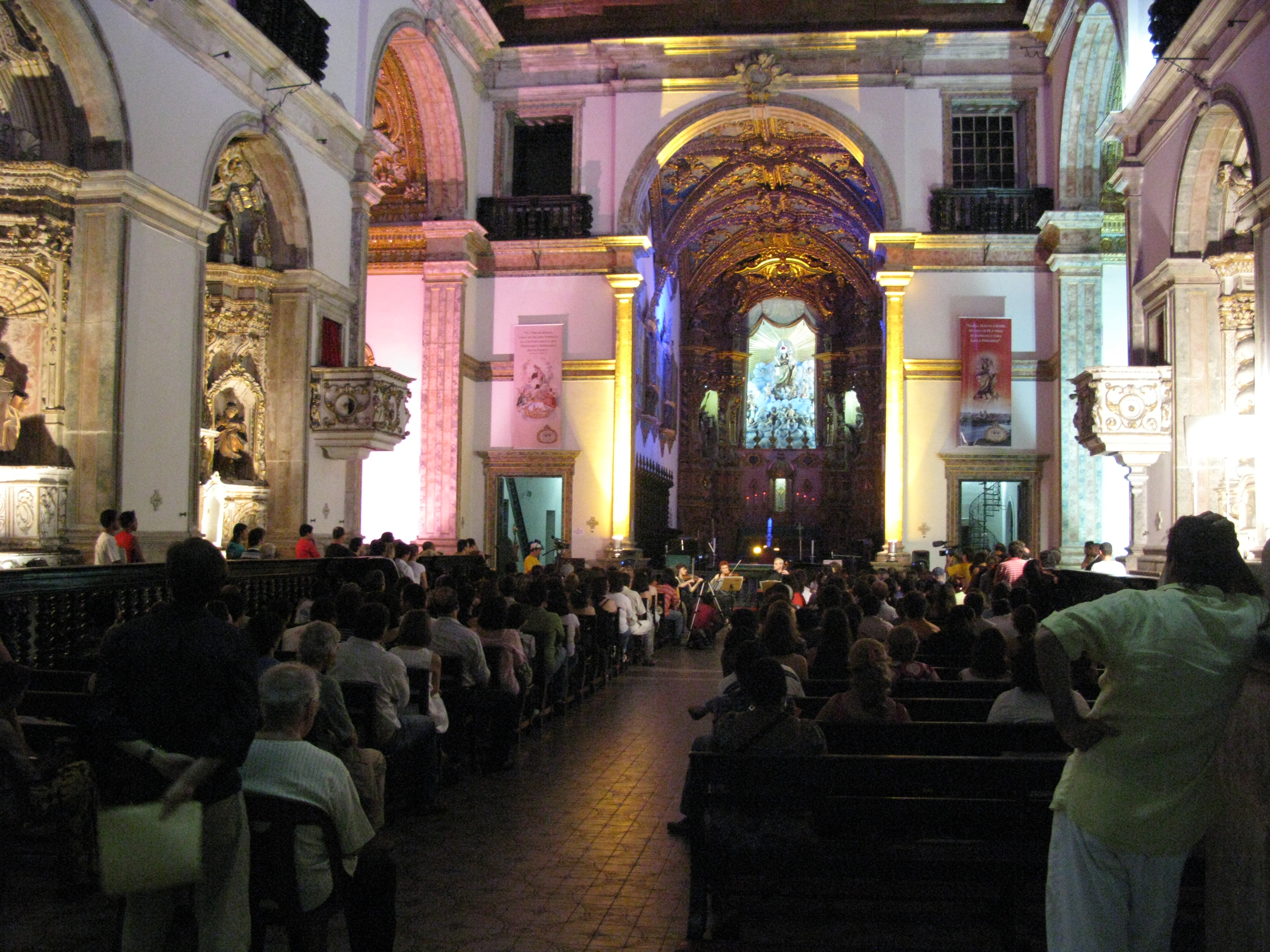
Vista interna